# Rafael Romo Muñoz

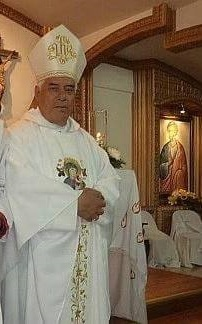
Rafael Romo Muñoz (2014)

Rafael Romo Muñoz (* 22. November 1940 in Torreón, Mexiko) ist ein mexikanischer Geistlicher und emeritierter römisch-katholischer Erzbischof von Tijuana.

## Leben
Rafael Romo Muñoz empfing am 28. November 1965 das Sakrament der Priesterweihe in Rom. Er wurde 1969 Spiritual des Priesterseminars von Torréon. Von 1973 bis 1977 studierte er Moraltheologie in Rom, diese Studien schloss er mit einer Promotion ab. Bis 1993 war er Rektor des Seminars von Torréon.
Am 13. Januar 1996 ernannte ihn Papst Johannes Paul II. zum Bischof von Tijuana. Der Apostolische Nuntius in Mexiko, Erzbischof Girolamo Prigione, spendete ihm am 24. Februar desselben Jahres die Bischofsweihe; Mitkonsekratoren waren der Erzbischof von Yucatán, Emilio Carlos Berlie Belaunzarán, und der Bischof von Torreón, Luis Morales Reyes. Am 25. November 2006 ernannte ihn Papst Benedikt XVI. mit der Erhebung des Bistums zum Erzbistum zum ersten Erzbischof von Tijuana.
Papst Franziskus nahm am 16. November 2016 seinen altersbedingten Rücktritt an.